# Norra Seitejaure
Norra Seitejaure är en sjö i Arjeplogs kommun i Lappland och ingår i Skellefteälvens huvudavrinningsområde. Sjön har en area på 0,844 kvadratkilometer och ligger 435,7 meter över havet. Sjön avvattnas av vattendraget Selakbäcken.

## Delavrinningsområde
Norra Seitejaure ingår i det delavrinningsområde (731772-157934) som SMHI kallar för Utloppet av Norra Seitejaure. Medelhöjden är 503 meter över havet och ytan är 17,14 kvadratkilometer. Det finns inga avrinningsområden uppströms utan avrinningsområdet är högsta punkten. Selakbäcken som avvattnar avrinningsområdet har biflödesordning 2, vilket innebär att vattnet flödar genom totalt 2 vattendrag innan det når havet efter 306 kilometer. Avrinningsområdet består mestadels av skog (93 procent). Avrinningsområdet har 1,13 kvadratkilometer vattenytor vilket ger det en sjöprocent på 6,6 procent.